# Fossatello
Fossatello è una frazione del comune di Orvieto (TR).
Il paese si trova a 331 m s.l.m., lungo la strada che porta da Colonnetta di Prodo al Castello di Corbara. Fossatello fa parte del consiglio di zona 11 "Corbara-Fossatello-Osarella".
La frazione conta circa un centinaio di abitanti (46 secondo i dati ufficiali Istat del 2001), dediti per la maggioranza alla viticoltura e all'agriturismo.

## Storia
Il nome pare derivare da Fossato, per via dell'aspetto vallivo del territorio che scende verso il fiume Paglia.
L'assetto viario rispecchia quello di un vicus medievale, con case di origine agricolo-rurale.

## Economia e manifestazioni
L'economia è prevalentemente agricola e agrituristica.
Nel territorio vengono coltivati i vitigni per la produzione della DOC Lago di Corbara, ma vi sono anche terreni adibiti a girasole.

## Monumenti e luoghi d'arte
- Chiesa della Madonna del Fossatello, al bivio della strada principale con la strada per la località Camorena.

## Sport
- Trekking
- Ciclismo
- Ciclocross
- Motocross